# Iggy (JoJo's)
Iggy (イギー, igī) es un personaje principal en la tercera parte del manga JoJo's Bizarre Adventure, Stardust Crusaders. Iggy es un perro de la raza Boston Terrier que posee el stand The Fool.

## Historia de publicación
Araki quería darle una mascota al grupo Joestar, su primera idea fue que ésta fuera de raza Boston Terrier, ya que al ser perros que son generalmente blanco y negro, sería fácil de distinguir en un manga sin color.

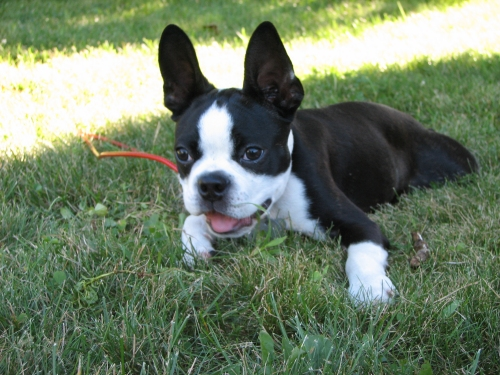
Iggy es un perro Boston Terrier blanco y negro

Fue introducido en el capítulo 183 del manga, en la pelea contra N'Doul.

## Biografía ficticia

### Pasado
Iggy era un perro callejero raza pura que vivía en la ciudad de Nueva York, solía ser la mascota de un hombre rico que lo compró cuando era un cachorro, pero al crecer, Iggy empezó a odiar a los humanos y a creer que son inferiores y estúpidos, así que escapó de la casa. Era el jefe de todos los demás perros callejeros, los de la perrera nunca pudieron atraparlo ya que eran atacados por su ya desarrollado Stand, The Fool. Sólo Avdol fue capaz de acercarse a él, atraparlo e intentar domesticarlo o al menos volverlo menos agresivo.

### Stand
Su Stand, The Fool (愚者ザ・フール, Za Fūru) es un Stand de corto alcance hecho completamente de arena, por lo que no tiene una forma definida aunque la más usada es la de un ser cuadrúpedo con patas y ruedas, que tiene una armadura encima y es capaz de formar alas para planear, su rostro es parecido a una máscara y tiene ocho o nueve plumas en su cabeza. Su habilidad principal es la manipulación de la arena, que es utilizada para atacar a sus enemigos, The Fool es considerado un Stand bastante poderoso.

### Arrastrado a Egipto en contra de su voluntad
Iggy es llevado a Egipto en contra de su voluntad, con el fin de ayudar al grupo Joestar, sin embargo, generalmente no ayuda en las peleas y más bien se desaparece para aparecer días después.
Iggy siempre molestaba a los del grupo, a Jotaro poniendo goma de mascar de café en su gorra, pero principalmente a Polnareff, quien era con quien menos se llevaba bien, generalmente lo mordía, le jalaba el pelo y le tiraba pedos en la cara.
Con el tiempo fue agarrando cariño con el grupo.

### Pet Shop, el guardián del infierno
Iggy se enfrentó a Pet Shop el halcón guardián del escondite de DIO y su Stand, Horus, cuando lo vio devorar a dos perros que eran mascotas de un niño al que también iba a matar, pero Iggy lo salvó y empezó la pelea con Pet Shop, en la cual Iggy perdió una pata y quedó muy malherido, pero al final destrozó el pico de Pet Shop, quien murió enterrado.
Luego ayudó a Avdol a cruzar por el Stand laberinto Tenore Sax y encontrar a su usuario Kenny G. para fácilmente derrotarlo.

### Vanilla Ice, la niebla del vacío
Tras la muerte de Avdol a manos de Vanilla Ice, Iggy juró vengarse de él matándolo. Pero no pudo cumplir su misión ya que murió sacrificándose para salvar a Polnareff de un ataque de Cream, el Stand de Vanilla Ice. Polnareff lloró la muerte de Iggy y le dio el impulso que necesitaba para acabar de una vez por todas con Vanilla Ice.
Iggy fue reconocido como un héroe una vez muerto DIO, los tres miembros del grupo sobrevivientes lloraron su pérdida junto con la de los demás.

## Otros medios
Iggy aparece en las segunda temporada del anime de Stardust Crusaders. También en los videojuegos de JoJo's Bizarre Adventure: Heritage for the Future, JoJo's Bizarre Adventure: All Star Battle, JoJo's Bizarre Adventure: Eyes of Heaven, etc.

## Curiosidades
- Su nombre es una referencia al cantante Iggy Pop.
  - Curiosamente, el personaje Iggy Koopa de Super Mario Bros. también hace referencia al mismo cantante.
- Iggy cambia su diseño radicalmente durante el manga y el anime, inicialmente posee un rostro de un perro Boston Terrier común y corriente y luego posee un rostro más caricaturescamente humano.